# 빨간 모자의 진실
빨간 모자의 진실(영어: Hoodwinked!)은 2005년 미국에서 개봉한 영화다.

## 캐스팅
- 앤 해서웨이 - 레드 퍼켓 역
- 글렌 클로스 - 그레니 퍼켓 역
- 제임스 벨루시 - 커크 역, 도끼맨(더 우드만)
- 패트릭 워버턴 - 알렉산더 W. 울프 역
- 앤서니 앤더슨 - Det. 빌 스토크 역
- 데이비드 오그던 스티어스 - Det. 니키 플리퍼스 역
- 엑스지빗 - 치프 테드 그리즐리 역
- 채즈 팰민테리 - 울 워스 역
- 앤디 딕 - 보잉고 역
- 코리 에드워즈 - 트위치 역
- 벤지 게이더 - 염소 새끼 역
- 켄 마리노 - 락쿤 제리 역
- 톰 케니 - 토미 역
- 프레스턴 스터츠만 - 티미 역
- 토니 리치 - 글렌 역
- 조슈아 J. 그린 - 지미 리자드 역
- 마크 프리미아노 - 2-톤 역
- 케빈 마이클 리처드슨 - P-비기 역
- 타라 스트롱 - 조라 역
- 타이 에드워즈 - 돌프 역
- 캐서린 J. 러브그렌 - 퀼 역

## 한국어 더빙
- 강혜정 - 레드 퍼켓 역
- 김수미 - 그레니 퍼켓 역
- 이장원 - 커크 역, 도끼맨(더 우드만)
- 시영준 - 알렉산더 W. 울프 역
- 최재호 - Det. 빌 스토크 역
- 임하룡 - Det. 니키 플리퍼 역
- 손종환 - 치프 테드 그리즐리 역
- 신용우 - 보잉고 역
- 노홍철 - 트위치 역
- 이인성 - 염소 새끼 역
- 정승욱 - 락쿤 제리 역
- 최준영 - 토미 역
- 정승욱 - 돌프 역
- 정혜옥 - 퀼 역
- 이용신 - 노래 더빙 목소리 역
- 김현아 - 노래 더빙 목소리 역